# Clytho aurulenta
Clytho aurulenta är en tvåvingeart som beskrevs av Robineau-desvoidy 1830. Clytho aurulenta ingår i släktet Clytho och familjen parasitflugor.
Artens utbredningsområde är Frankrike. Inga underarter finns listade i Catalogue of Life.